# Rodrigo Stalteri
Rodrigo Stalteri (Buenos Aires, Argentina; 7 de noviembre de 1975) es un exfutbolista argentino. Jugaba como delantero y su primer equipo fue Lugano. Su último club antes de retirarse fue Manduria Sports .

## Trayectoria
Además de haber jugado en países como Italia, España y Chile, tiene la particularidad de ser uno de los pocos jugadores que ha pasado por todas las categorías del Fútbol Argentino, en equipos como Tigre, Unión de Santa Fe, Talleres de Escalada y All Boys, entre otros.
Se desempeñaba como delantero y a lo largo de su carrera convirtió más de 90 goles. Algunos de ellos los hizo en equipos como Atlético Lugano, All Boys, Tigre y Unión de Santa Fe, entre otros. 
En Primera División, en el año 2001, fue una de las figuras del histórico triunfo de Almagro por 1 a 0 frente al Boca Juniors de Carlos Bianchi, que venía de ser Bicampeón de la Copa Libertadores (2000-2001). En el Ascenso, fue campeón del Torneo de Primera B (2008) con el Club Atlético All Boys y logró subir de esta manera a la B Nacional.
Del exterior, sobresale su paso por Murcia de España y Ancona de Italia. Además, en Chile, fue uno de los goleadores de Cobresal en 2002, destacándose, por ejemplo, sus dos goles a la Universidad de Chile, en la victoria por 3 a 2.
Se retiró del fútbol profesional en 2011.

## Clubes
| Club                  | País        | Año       |
| --------------------- | ----------- | --------- |
| Lugano                | Argentina   | 1995-1996 |
| Talleres (RdE)        | Argentina   | 1996-1997 |
| Atlanta               | Argentina   | 1998-1999 |
| Tigre                 | Argentina   | 1999-2000 |
| Almagro               | Argentina   | 2000-2001 |
| Murcia                | España      | 2001      |
| Cobresal              | Chile       | 2002      |
| Deportivo Español     | Argentina   | 2002      |
| Defensa y Justicia    | Argentina   | 2003      |
| Ancona                | Italia      | 2003      |
| Taranto               | Italia      | 2004      |
| Centese               | Italia      | 2004-2005 |
| Chalatenango          | El Salvador | 2005      |
| Unión de Santa Fe     | Argentina   | 2006      |
| Temperley             | Argentina   | 2006-2007 |
| All Boys              | Argentina   | 2007-2008 |
| Sanremese             | Italia      | 2008-2010 |
| San Martín de Mendoza | Argentina   | 2010      |
| Manduria              | Italia      | 2011      |

## Palmarés
| Título                  | Club      | País      | Año  |
| ----------------------- | --------- | --------- | ---- |
| Primera B Metropolitana | All Boys  | Argentina | 2008 |
| Promozione              | Sanremese | Italia    | 2009 |